# شهرستان فلوید (کنتاکی)
شهرستان فلوید، کنتاکی (به انگلیسی: Floyd County, Kentucky) یک سکونتگاه مسکونی در ایالات متحده آمریکا است که در کنتاکی واقع شده‌است.